# Dunaújváros PASE
A Dunaújváros PASE (teljes nevén Dunaújváros Pálhalma Agrospeciál Sport Egyesület) magyar sportegyesület. A csapat jelenleg a az NB III-ban szerepel.

## Története
A Dunaújváros PASE egyesületet 1998-ban alapították Dunaújváros Pálhalma Agrospeciál Sportegyesületet néven. A labdarúgócsapat a Fejér Megyei III. osztályban indult. Ekkor  még a csapatot helyiek, a Pálhalma Agrospeciál munkavállalói, valamint egykori Dunaferr utánpótlás, felnőtt játékosok alkották. A megalapulástól számított tizedik évben ért fel a csapat a megyei első osztályba és a 2010-2011-es szezont már az NB III Duna csoportjában játszották, ahonnan egyből sikerült feljebb lépni az NBII-be. A 2011-2012-es idény ugyan nem sikerült jól a csapat számára, a 2012–2013-as bajnokság Dráva-csoportjából a csapatnak sikerült feljutni a másodosztályba. 
A 2013-2014-es bajnoki idényben megszerezte a csapat az egycsoportos NBII-ben az ezüstérmet, ami azt jelentette, hogy a 2014-2015-ös bajnoki szezont - története során első ízben - az első osztályban kezdhette. A Dunaferr Aréna világítása híján a csapat a mérkőzéseit az első tíz fordulóban kizárólag idegenben játszhatta. A stadionban az első hazai mérkőzésre a bajnokság 11. fordulójában kerülhetett sor a Szombathelyi Haladás csapata ellen 2014. október 17-én.
A szezon végén a csapat kiesett az NB I-ből, majd a következő szezonban az NB II-ből is. Azóta stabilan a harmadosztály tagja.

## Stadion
A Dunaújváros Stadionban (korábban Dunaferr Aréna) játssza a Dunaújváros PASE a hazai mérkőzéseit. A stadion 12000 ezer fő befogadására alkalmas, amelyből 10046 ülőhely. Ezzel Fejér megye második, Magyarország 13. legnagyobb labdarúgó arénája. Az építményt a 2000-es bajnoki cím megszerzésekor (akkor még Dunaújváros FC) kezdték el építeni. A stadionban a világítás 2014 októberében készült el.

## Híres játékosok
* a félkövérrel írt játékosok rendelkeznek felnőtt válogatottsággal.
| - Rafe Wolfe - Rowen Muscat - Egejuru Godslove Ukwuoma - Balaskó Iván - Böőr Zoltán - Csehi Tamás - Disztl Dávid - Dudás Péter - Farkas Viktor - Hidvégi Sándor | - Józsi György - Kóczián Ferenc - Milinte Árpád - Salamon Miklós - Szalai Tamás - Sitku Illés - Sztanó Miklós - Szűcs Lajos - Vaskó Tamás - Vörös Péter |